# Yuhubanda
Yuhubanda je nekdanja slovenska glasbena skupina. Skupina je prenehala delovati leta 2014, ko so se Matjaž Vlašič, Marko Lednik in Boštjan Grabnar združili v skupino Moj3. 

## Člani zasedbe
- Tomaž Ahačič - Fogl − vokal
- Boštjan Grabnar − klaviature
- Matjaž Vlašič
- Grega Sulejmanovič
- Marko Lednik

## Singli
- Če je to slovo
- Pred oltarjem
- Če zdaj odideš sama
- Sladka kot čokolada
- Bum bum
- Te kaj v srcu zbada
- Za vsak slučaj
- Angelina
- Črno na belem
- Ti

## Albumi
- Kdaj pa kaj (2012)
- Črno na belem (2005)
- Gor pa dol (2002)

## Nastopi na glasbenih festivalih
- zmagovalci festivala Melodije morja in sonca 2001 (s skladbo »Bum bum«)
- Hit festival 2003 – 2. mesto (»Črno na belem«)
- EMA 2004 – 11. mesto (»Če zdaj odideš sama«)
- Hit festival 2004 (»Za vsak slučaj«)
- Melodije morja in sonca 2005 (»Angelina«)
- Slovenska popevka 2005 – najboljša slovenska popevka po izboru poslušalcev (»Če je to slovo«)